# Phyllachora simabae-cedronis
Phyllachora simabae-cedronis är en svampart som beskrevs av Henn. 1904. Phyllachora simabae-cedronis ingår i släktet Phyllachora och familjen Phyllachoraceae.   Inga underarter finns listade i Catalogue of Life.